# アルゼンチン音楽映像事業者会議所
アルゼンチン音楽映像事業者会議所（アルゼンチンおんがくえいぞうじぎょうしゃかいぎしょ、スペイン語: Cámara Argentina de Productores de Fonogramas y Videogramas、略称 CAPIF）は、IFPI のアルゼンチンにおける下部組織であり、同国の音楽産業の代表機関である。これは多国籍の独立レーベルから構成される非営利団体である。

## ゴールドディスク認定
1980年1月に CAPIF はゴールドディスクとプラチナディスクの認定を開始した。2000年末までの認定枚数は次のとおりである。
シングル
- ゴールド: 50,000
- プラチナ: 100,000

アルバム (Long plays & cassettes)
- ゴールド: 30,000
- プラチナ: 60,000
- ダイアモンド: 500,000

コンピレーション・アルバム
- ゴールド: 100,000
- プラチナ: 200,000

2001年1月から認定枚数が変更になり、それ以降はアルバムの認定枚数が次のようになった。
- ゴールド: 20,000
- プラチナ: 40,000
- ダイアモンド: 250,000

コンピレーション・アルバムは認定対象とならない。シングルの認定は、アルゼンチンでは廃止された。
アルバム以外:
| 形式             | ゴールド | プラチナ |
| ---------------- | -------- | -------- |
| ダウンロード販売 | 10,000   | 20,000   |
| 音楽 DVD         | 4,000    | 8,000    |